# 가우룽 모스크

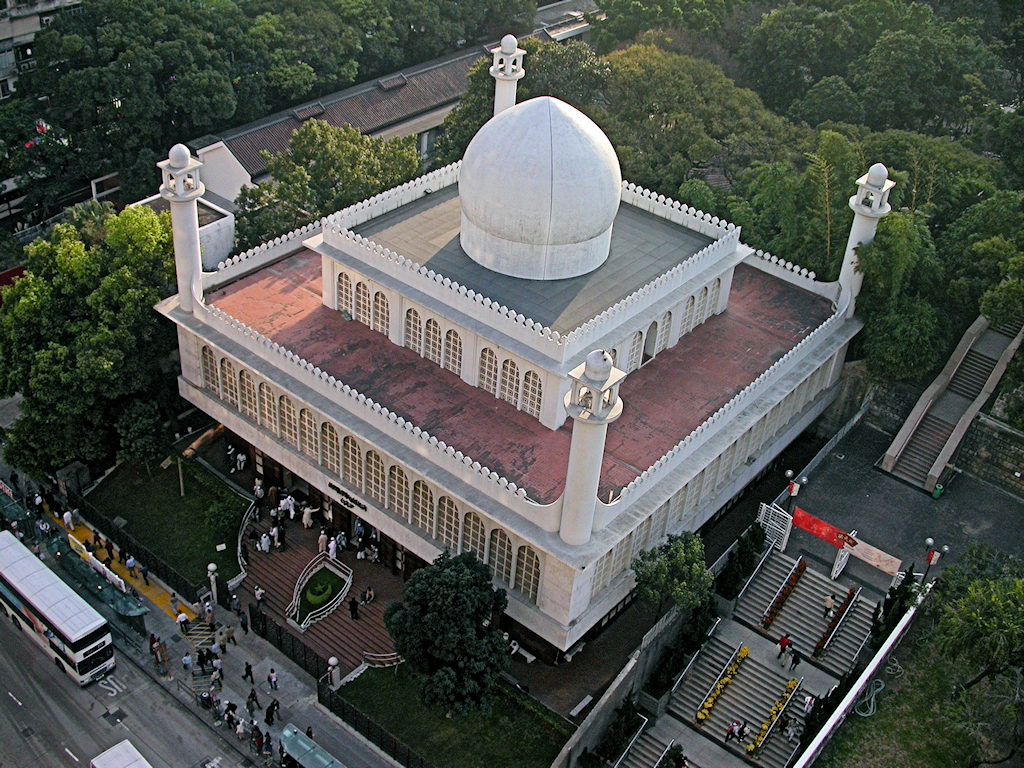
주룽 모스크

주룽 모스크(중국어: 九龍清真寺)는 홍콩 가우룽 짐사저이 네이선 로드에 있는 모스크이다.

## 같이 보기
- 이슬람 건축
- 이슬람 미술
- 짐사저이